# Église catholique russe de la Très-Sainte-Trinité de Paris
Pour les articles homonymes, voir Église de la Sainte-Trinité.
L'église catholique russe de la Très-Sainte-Trinité de Paris (Приxoд Пресвятой Троицы) est une église catholique, appartenant à la branche gréco-russe, de rite byzantin officié en slavon et dédiée à la Sainte-Trinité. Elle est située au 39 rue François-Gérard, à Paris, dans le 16e arrondissement.

## Historique
Après la révolution de 1917, des émigrés russes catholiques se sont installés à Paris autour du Père Vladimir Abrikossov. Ils s'installent dans un appartement du 16e arrondissement pour célébrer la divine liturgie avec le Père Alexandre Evreinov. En 1927, cette communauté est reconnue par l'archevêque de Paris comme « Mission russe ». En 1934, elle s'installe dans l'ancien atelier de François Gérard, transformé en chapelle byzantine. En 1954, elle est érigée en paroisse. En 1960, une opération immobilière rase l'ancien atelier et permet d'aménager l'église dans le sous-sol du nouvel immeuble d'habitation,.

## Architecture
L'église se trouve dans le sous-sol d'un immeuble construit dans les années 1960. L'église est naturellement éclairée par un puits de lumière se situant au centre de la nef.
L'iconostase, réalisée par Egon Sendler dans les années 1980, reprend quelques icônes anciennes.

## Sources
- Site officiel de l'Église catholique à Paris (section sur l'église russe catholique)
- Journal Présent, hors-série n°42 de mai-juin 2022 « La tradition liturgique: les rites catholiques », pages 10 et 11.